# Nàng thỏ

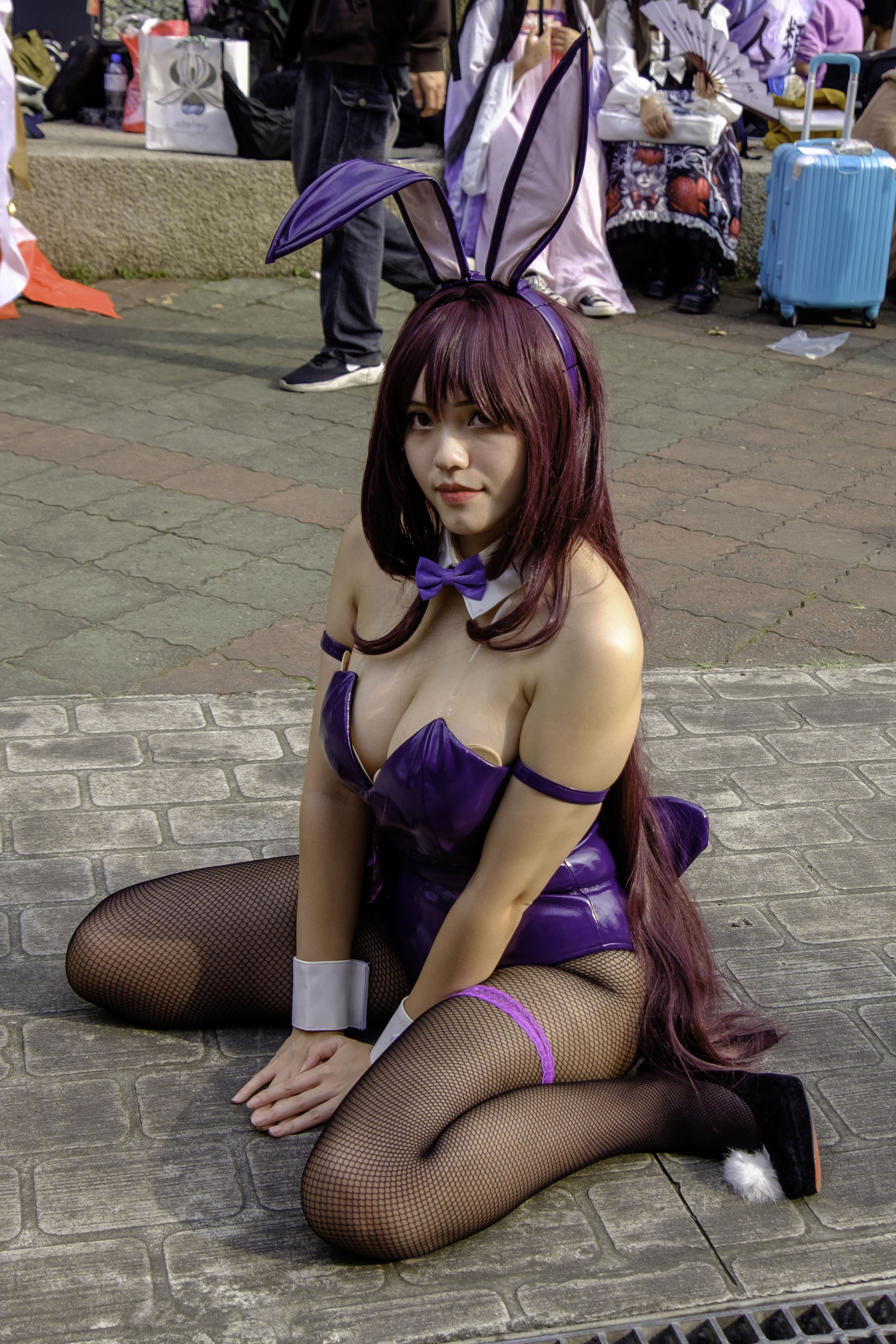
Một nàng thỏ châu Á

Nàng thỏ hay những nàng thỏ (Bunnies) là thuật ngữ, đôi khi là từ lóng ở xã hội phương Tây chỉ về những cô gái cosplay con thỏ một cách gợi cảm, hấp dẫn có tính gợi dục, hư hỏng, lệch lạc. Nổi tiếng là loài vật mắn đẻ, ở phương Tây, loài thỏ thường được gắn với yếu tố tình dục với sự ngây thơ. Những nàng thỏ với từng ngữ cảnh cụ thể sẽ có những tên gọi khác nhau như Nàng thỏ Playboy Bunny là nữ nhân viên phục vụ chân dài mặc trang phục thỏ (Bunny suit) khêu gợi ở câu lạc bộ Playboy.
Nàng thỏ còn được sử dụng trong ngữ cảnh chỉ về Fan ruột là nữ được dùng để chỉ những cô gái trẻ luôn săn đuổi thần tượng và luôn mang trong mình hi vọng được quan hệ thắm thiết hay thậm chí muốn được quan hệ tình dục luôn với thần tượng, chẳng hạn như Cô nàng thỏ bông (Puck bunny) là những người hâm mộ nữ trẻ, hay Buckle bunnies trong môn cưỡi bò (Rodeo). Ngoài ra, còn có từ nàng thỏ bãi biển (Beach bunny) chỉ những cô gái trẻ dành thời gian rảnh rỗi ở bãi biển, rồi "Bunny girl" (những cô thỏ) chỉ về các em nữ mới lớn có sở thích mặc đồ thỏ ở Nhật Bản được coi là sự tôn sùng sự ngây thơ của tuổi trẻ.

## Các hình tượng

### Playboy

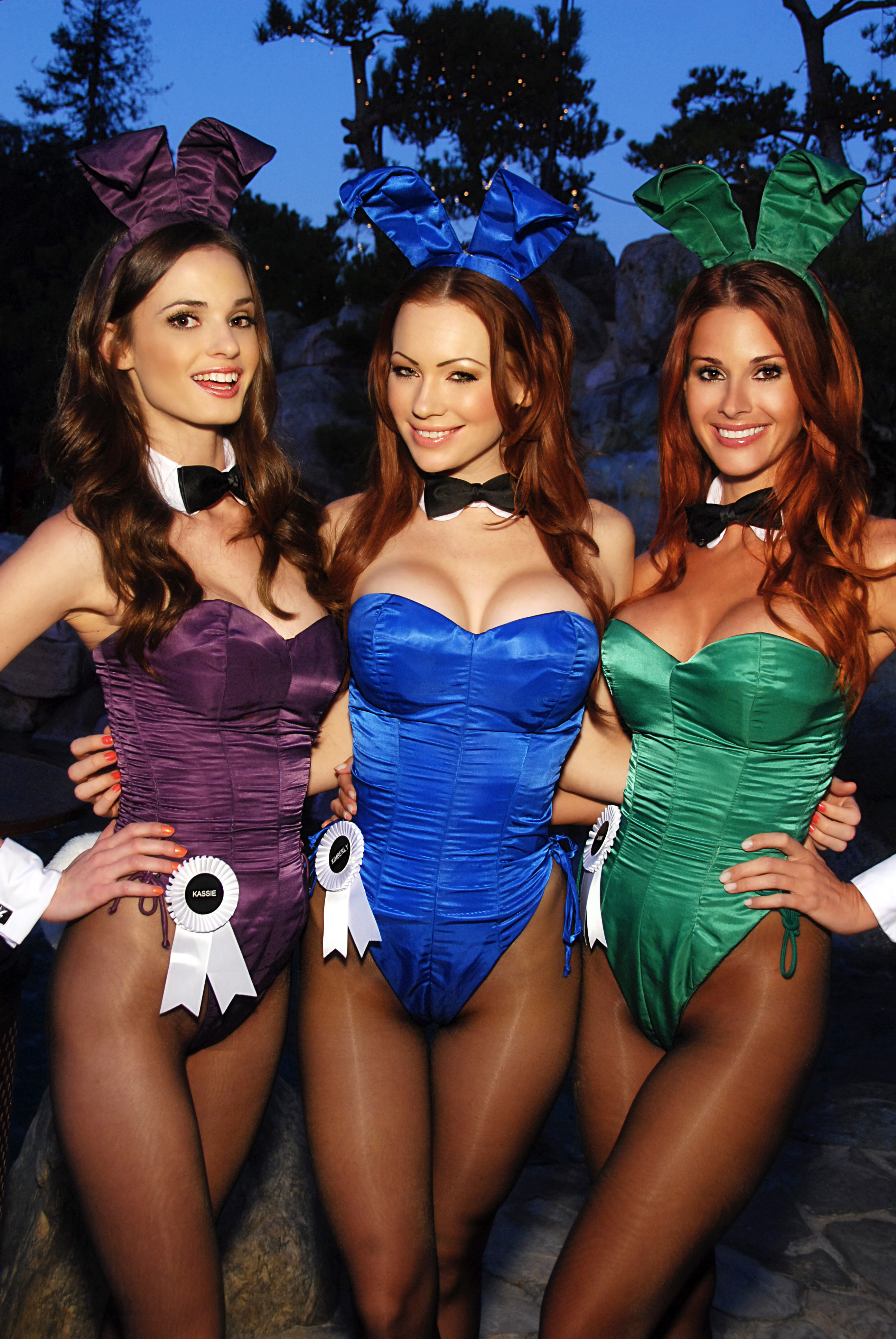
Các nàng thỏ Playboy Bunnies

Các nàng thỏ Playboy được lựa chọn phải mặc trang phục thỏ (Bunny suit) lấy cảm hứng từ linh vật thỏ Playboy mang bộ dạ tiệc đen (Tuxedo). Trang phục này gồm chiếc áo Corset (áo nịt ngực) nhồi bông, tai thỏ, quần ống đứng màu đen từ eo đến thắt lưng, thắt chiếc nơ bướm, đeo cổ áo, cổ tay áo và một cái đuôi thỏ bằng bông mềm mại. Những nàng thỏ có tiếng trong giới Playboy như Holly Madison là "nàng thỏ" chân dài đầu tiên bước chân vào lâu đài Playboy sau khi trở thành bạn gái của Hugh Hefner.
Madison nêu sự chán nản cuộc sống trong "lâu đài thỏ" tại quyển tự truyện "Sâu bên dưới hang thỏ: Cuộc phiêu lưu tò mò và câu truyện cảnh báo của nàng thỏ Playboy" cáo buộc ông trùm đã làm nhục mình bằng những lời lăng mạ, rồi còn bị các "nàng thỏ" khác chơi xỏ sau lưng, nhưng các "nàng thỏ" chân dài khác như Kendra Wilkinson yêu cầu cô nên tỏ ra biết điều, còn Hugh Hefner cho rằng Madison đang dựa vào việc tung hê lối sống trong "lâu đài thỏ" chỉ để đánh bóng tên tuổi và quảng cáo.

### Buckle bunny
Hình tượng này cũng hiện diện trong lĩnh vực thể thao như cụm từ "Nàng thỏ vòng kẹp" (Buckle bunnies) trong thế giới của bộ môn cưỡi bò (rodeo) Cụm từ này xuất phát từ tiếng lóng chỉ phụ nữ trong tiếng Anh (bunny, số nhiều: bunnies, nghĩa là "nàng thỏ" chỉ về cô gái mặc bộ quần áo có tai thỏ và đuôi thỏ giả) và giải thưởng là chiếc khóa thắt lưng (buckles, tức "vòng kẹp") dành cho kẻ chiến thắng trong cưỡi bò rodeo vốn là người mà các nàng thỏ ta tha thiết kiếm tìm

### Puck bunny
Một nàng thỏ bông (Puck bunny) là một nữ cổ động viên môn khúc côn cầu trên băng có sở thích về môn thể thao này chủ yếu bởi sự hấp dẫn giới tính đối với các cầu thủ hơn là thích thú với trò chơi đó. Từ điển Oxford của Canada, định nghĩa: Puck bunny: một người hâm mộ khúc côn cầu là nữ trẻ tuổi là người ham muốn gặp gỡ các cầu thủ hơn là bởi sự quan tâm đến khúc côn cầu khi quan hệ tình dục với các cầu thủ. Tuy nhiên, những mối quan hệ nhất thời này thường trái ngược với những mối quan hệ bạn gái, những người mà các cầu thủ có mối quan hệ lâu dài và ổn định hơn.

## Hình ảnh

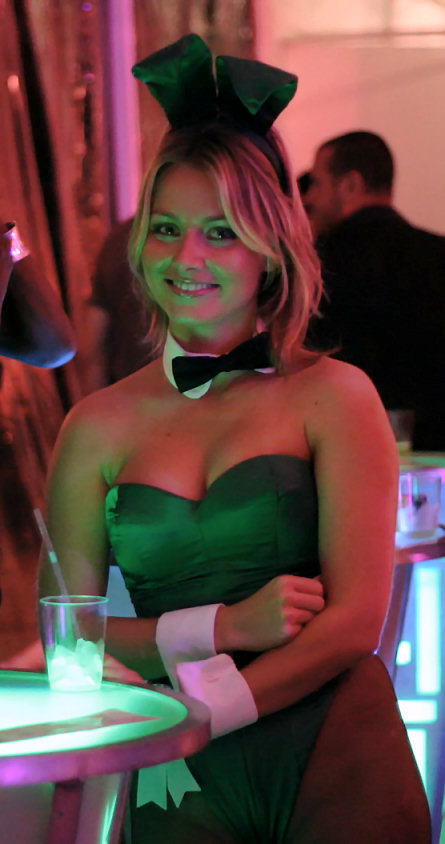
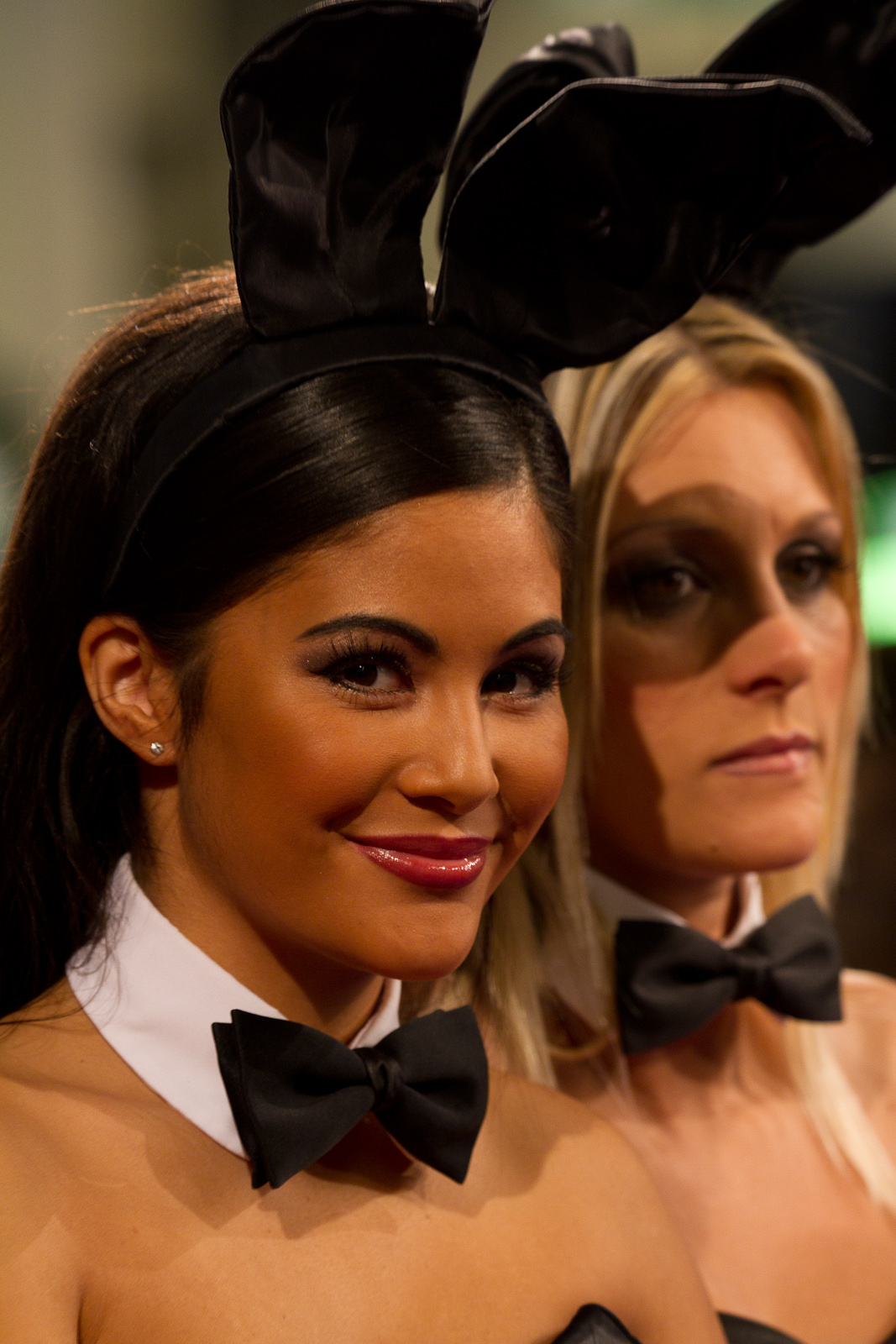
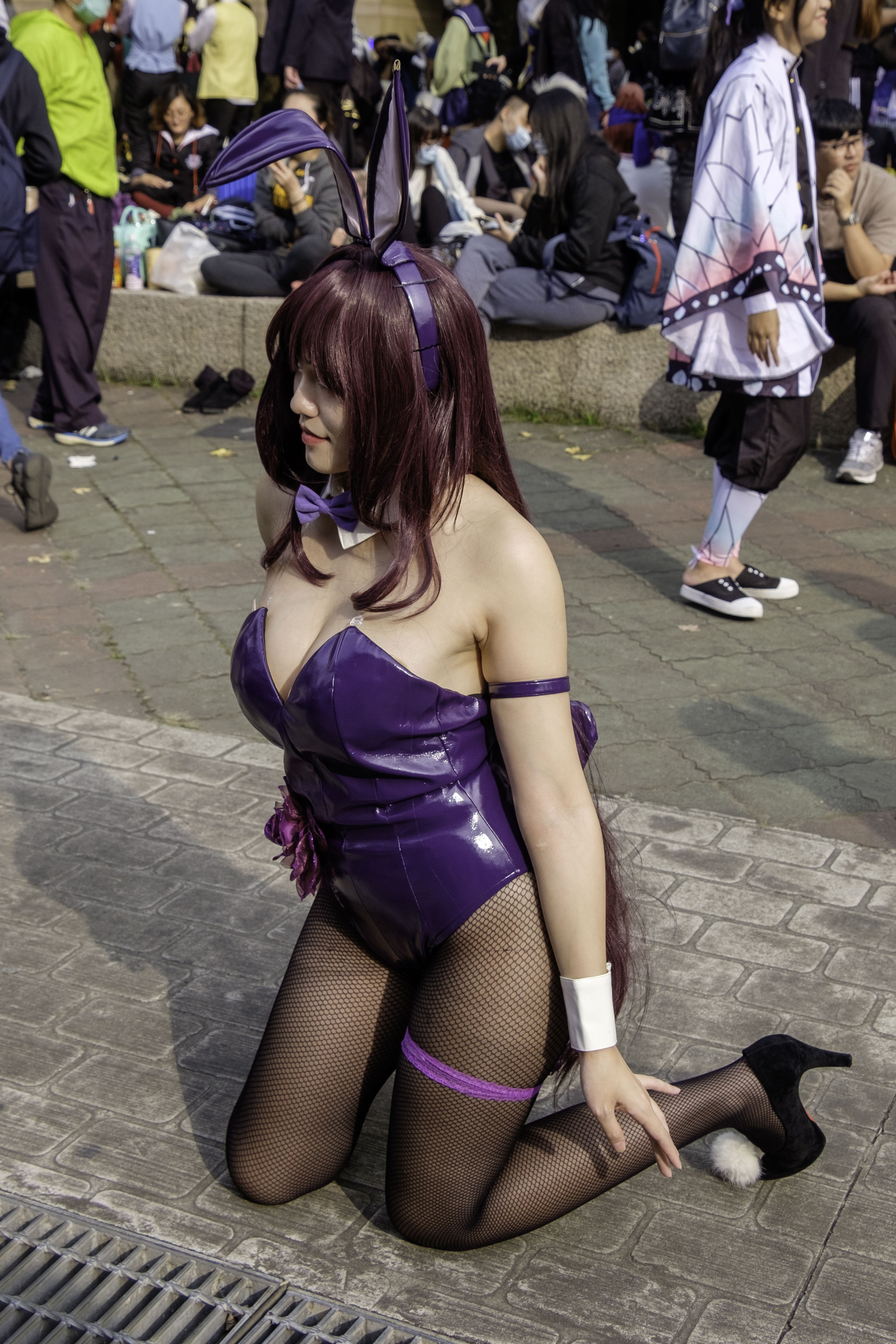
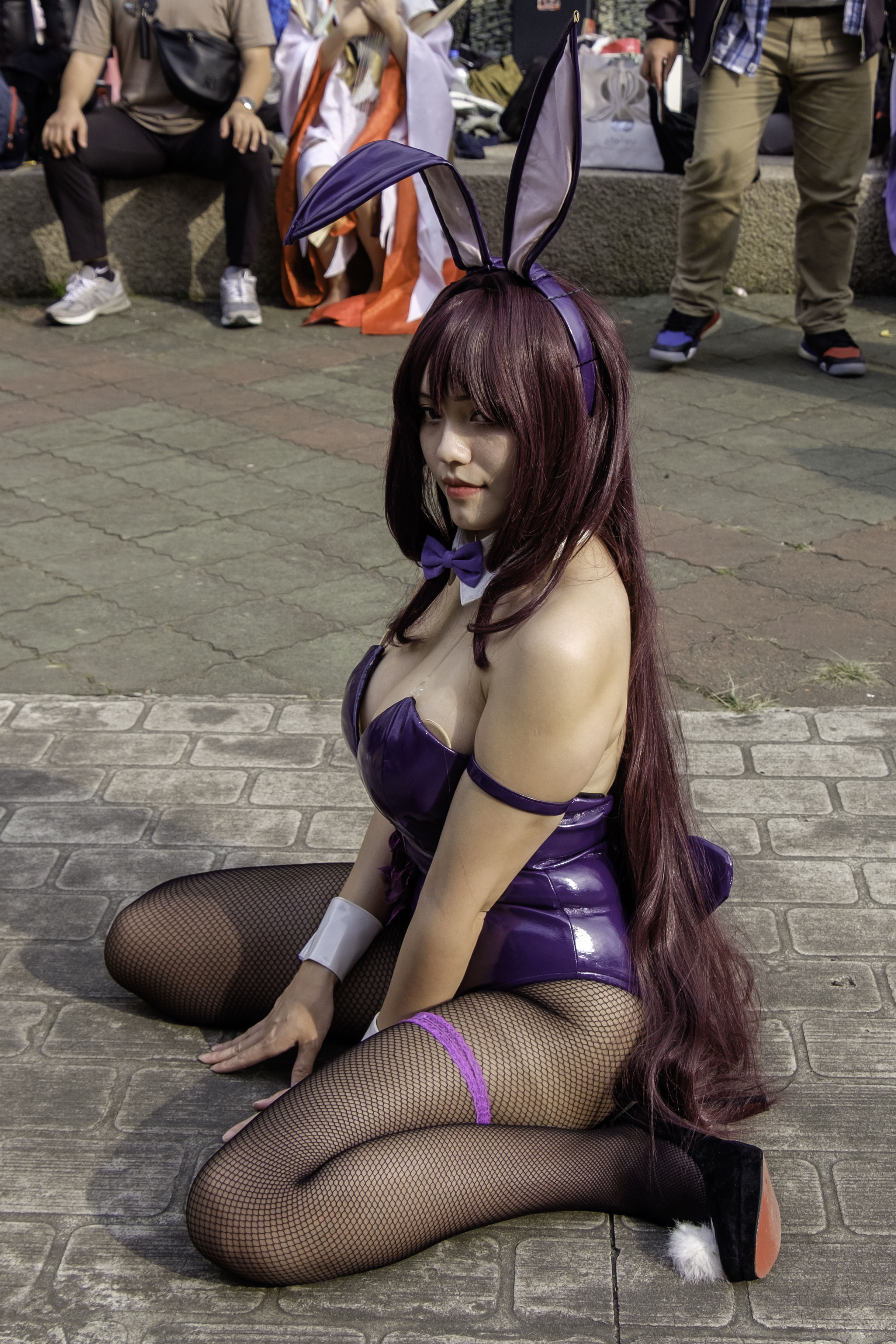
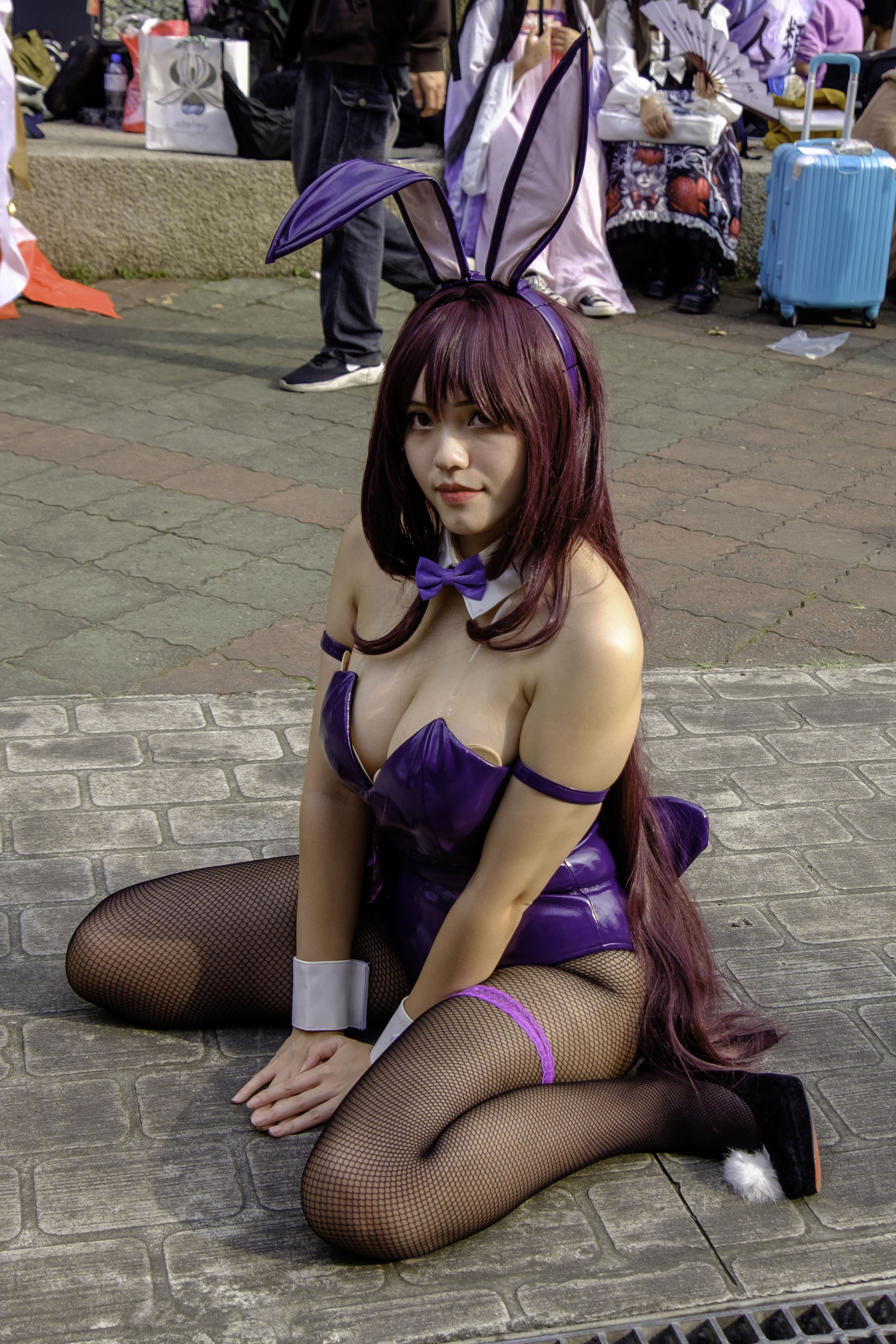
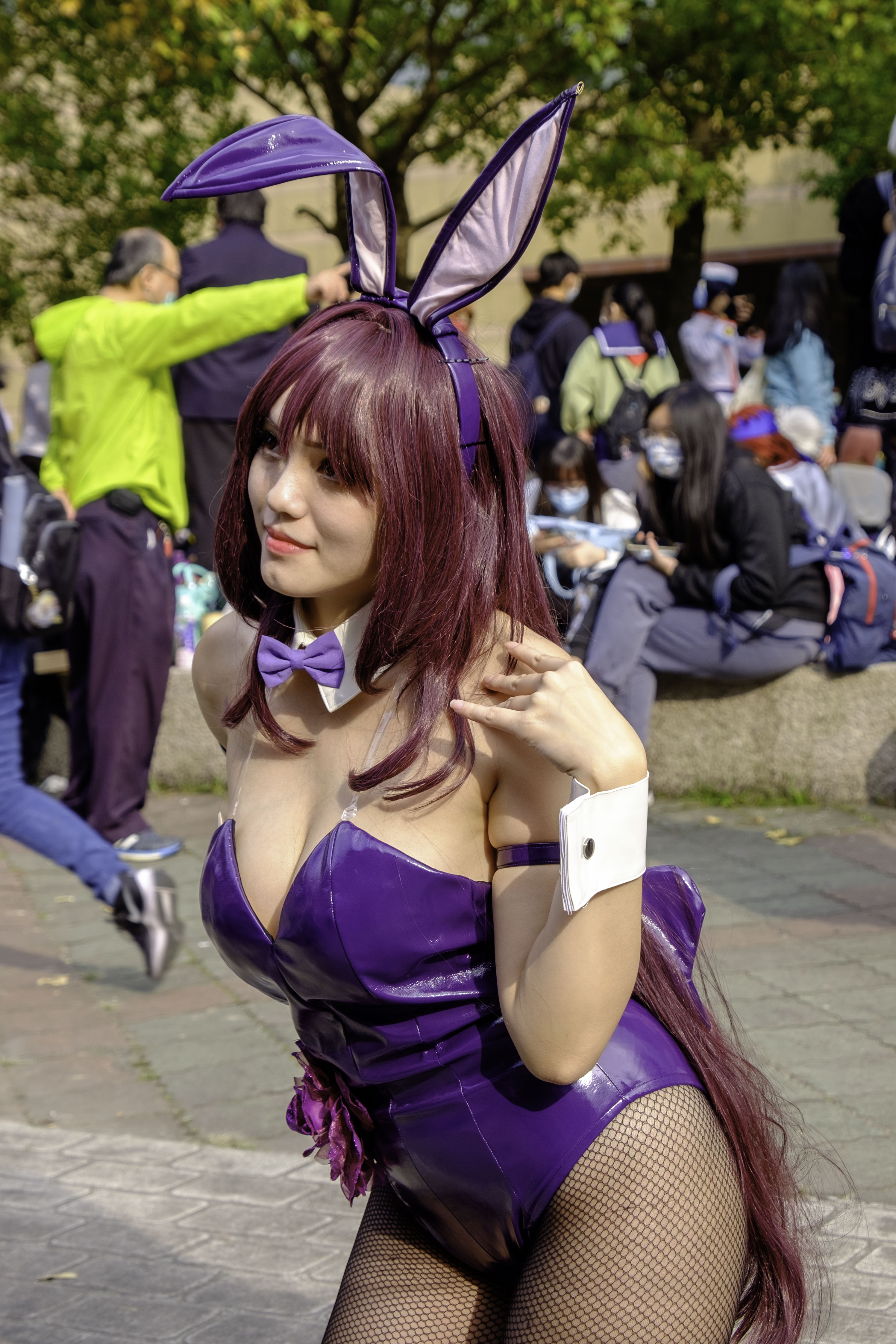
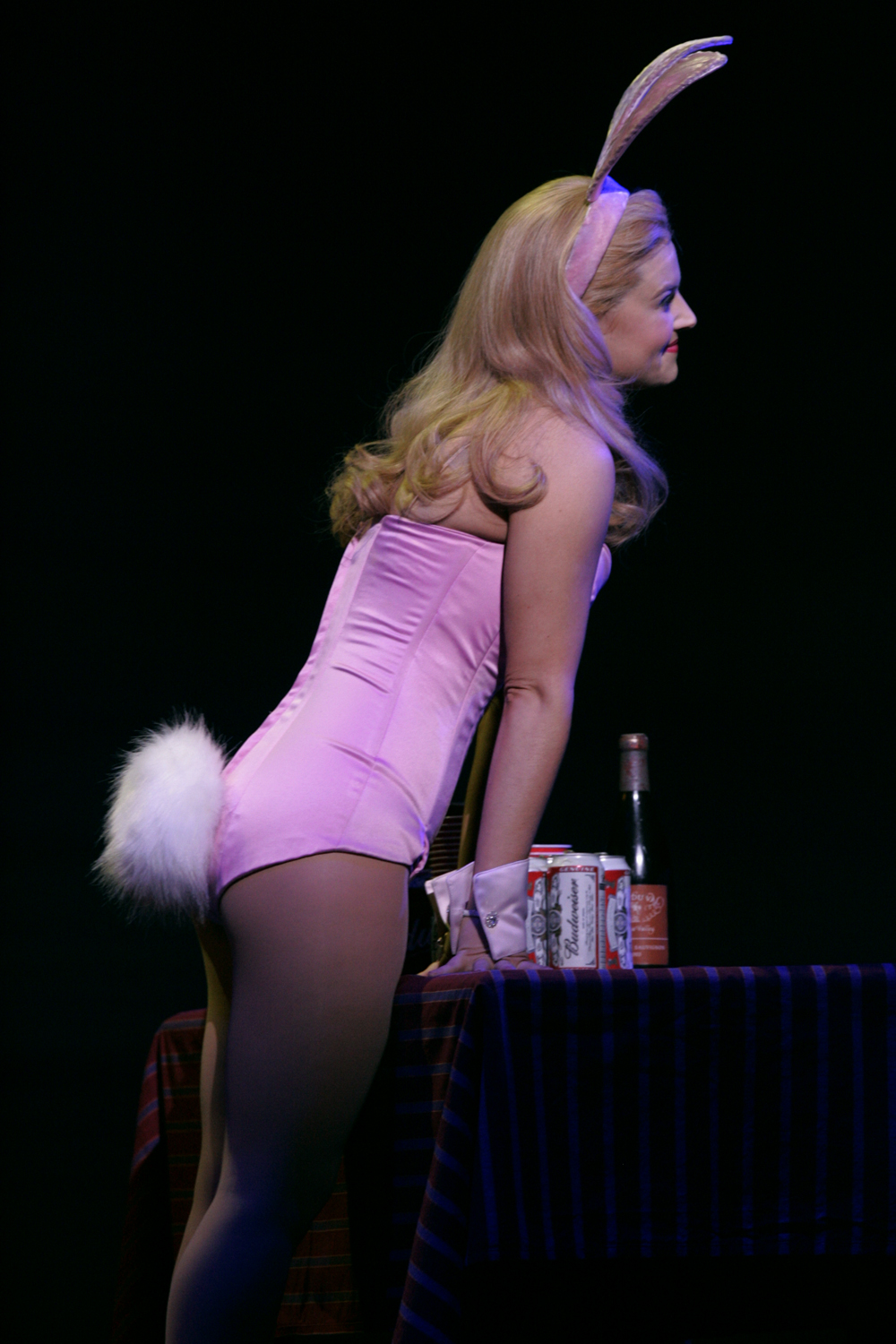
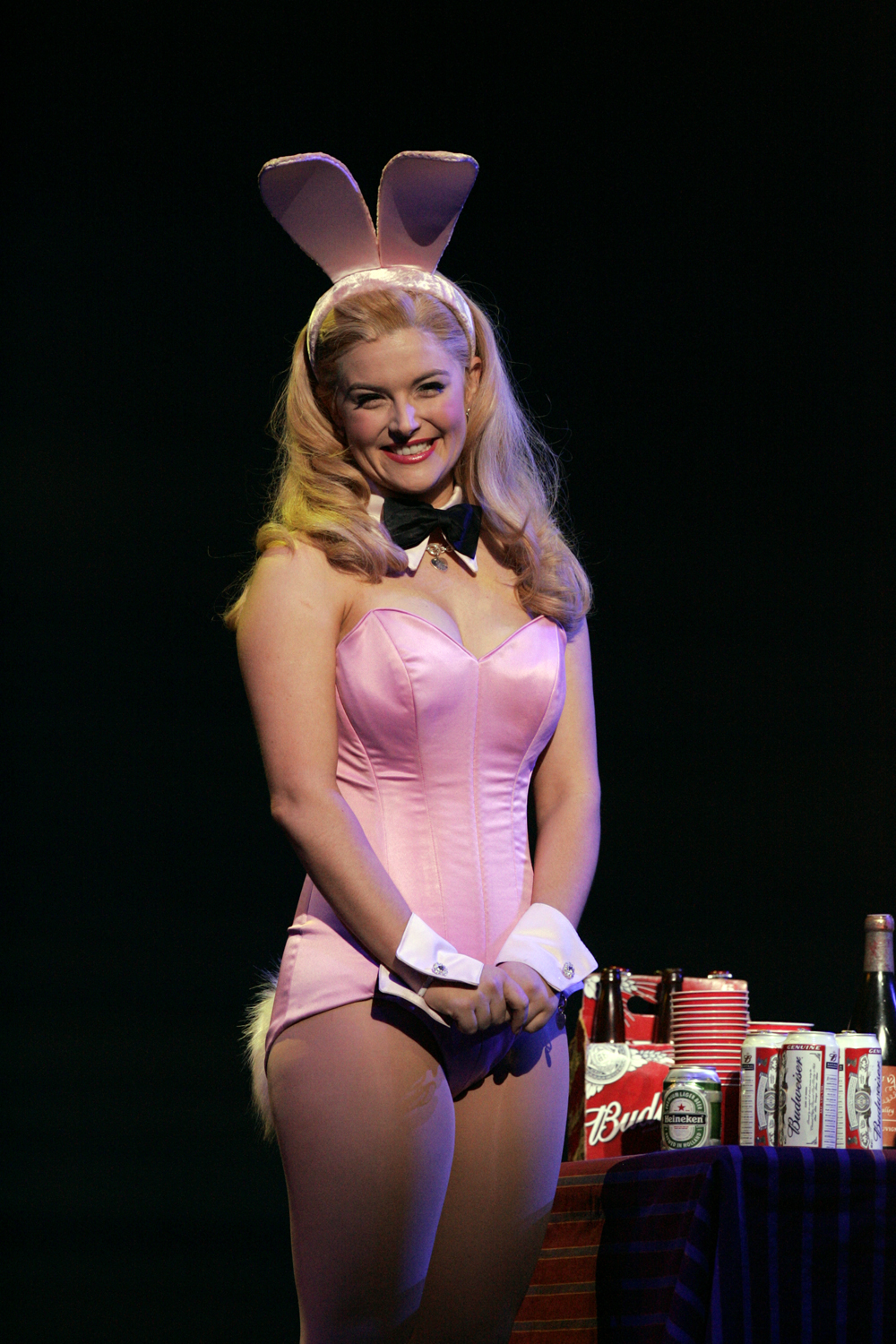
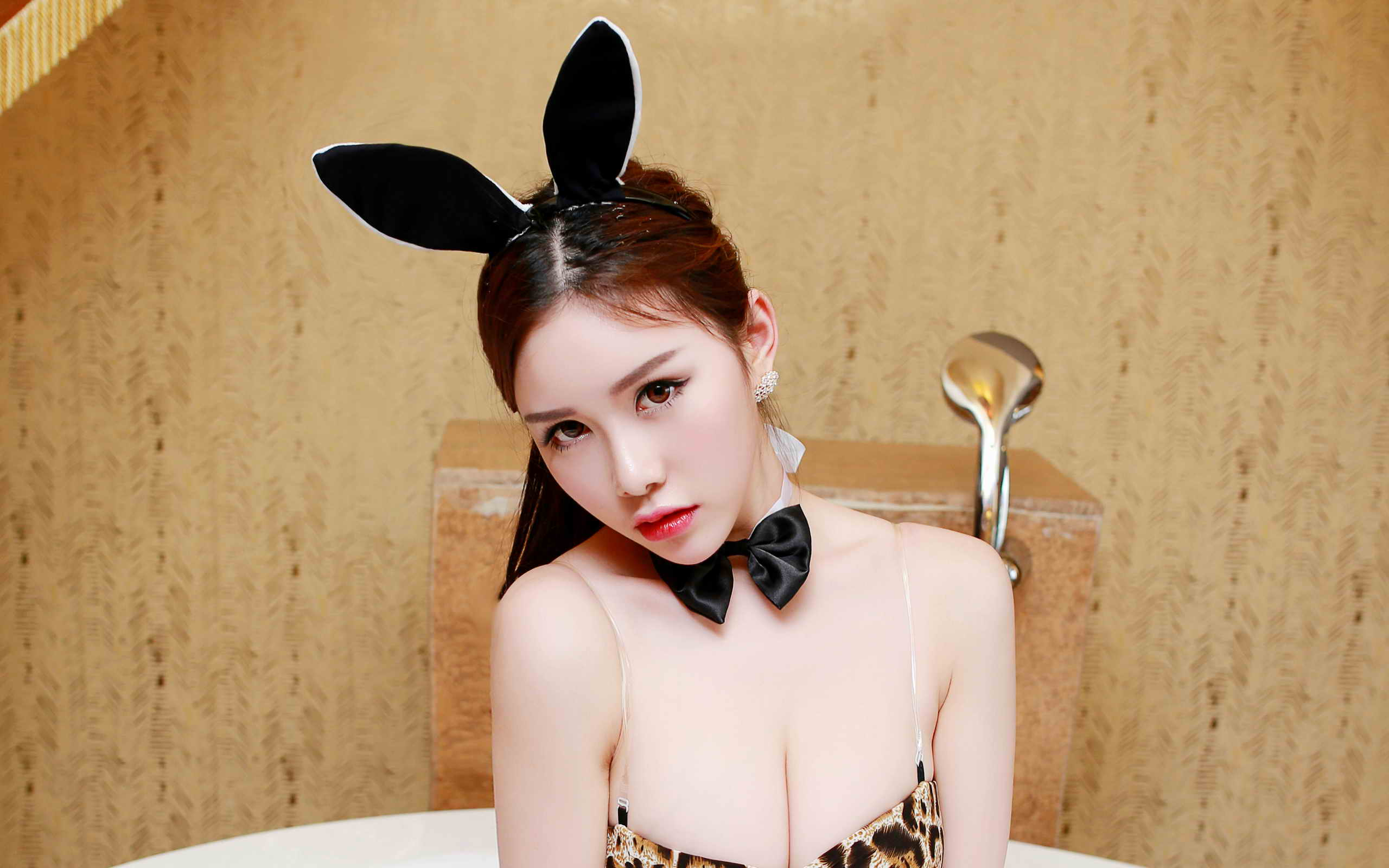